# Комаров, Сергей Николаевич (аккордеонист)
Сергей Николаевич Комаров (16 декабря 1950, Кодыма, Одесская область — 9 апреля 2020, Москва) — советский и российский аккордеонист, артист оркестра Центрального академического театра Российской армии, Заслуженный артист Российской Федерации (2000).

## Биография
Родился 16 декабря 1950 года в городе Кодыма Одесской области в семье отца-военного и мамы-музыканта.
Окончил Музыкальное училище имени Гнесиных, затем ГМПИ им. Гнесиных по классу аккордеона.
В 1970—1972 годы служил в Советской армии в качестве артиста Центрального Академического театра армии. С 1972 года — артист оркестра Театра Армии.
Умер в Москве 9 апреля 2020 года после продолжительной болезни.

## Творчество
В составе оркестра театра выступал под управлением Н. Г. Минха.
В составе военно-шефских бригад выступал в отдалённых гарнизонах страны, а также в Чехословакии, Германии, Польше, Венгрии, Болгарии. Также бывал в горячих точках: в Афганистане и Чечне. В концертах аккомпанировал Н. А. Сазоновой, В. М. Зельдину, Л. И. Голубкиной, А. С. Покровской, Ф. Я. Чеханкову.
Играл в спектаклях «Экзамены никогда не кончаются», «Снега пали», «Мы — русский народ», «Мандат», «Приглашение в замок», «Севильский цирюльник», «Танцы с Учителем».
Роли в театре
- «Госпожа Министерша» — Музыкант
- «Похождения бравого солдата Швейка» — Оркестр
- «С тобой и без тебя»[1]

Роли в кино
| Год  |   | Название                  | Роль       |
| ---- | - | ------------------------- | ---------- |
| 2005 | ф | Внимание, говорит Москва! | Федя Рябов |

## Награды
Заслуженный артист Российской Федерации (2000).

## Комментарии
1. ↑  Единственный артист-музыкант в драматических театрах с почётным званием «Заслуженный артист РФ»[8].